# I.G.Y. (What a Beautiful World)
«I.G.Y. (What a Beautiful World)» es una canción del músico estadounidense Donald Fagen. Fue publicada el 19 de noviembre de 1982 como el sencillo principal de su primer álbum de estudio en solitario, The Nightfly (1982).

## Escritura y temática
El título de la canción hace referencia al “Año Geofísico Internacional”, un evento que se desarrolló entre julio de 1957 y diciembre de 1958. El I.G.Y. fue un proyecto científico internacional que promovía la colaboración entre los científicos del mundo. Las letras de Fagen hacen referencia, desde el punto de vista de la época, a una visión optimista de conceptos futuristas como ciudades con energía solar, un túnel transatlántico, estaciones espaciales permanentes, y chaquetas de spandex. Fagen recordó haber estado encantado con las perspectivas de un “futuro brillante” y esperaba darle una mirada optimista.

## Recepción de la crítica
Un escritor no especificado de la revista Billboard dijo que la canción tiene “un coro exuberante, un tono reggae y una producción típicamente nítida”. En su reseña de The Nightfly, Sam Sutherland de High Fidelity habló efusivamente sobre los sonidos de «I.G.Y. (What a Beautiful World)»: “La pista inicial por sí sola enumera muchas de las mejoras sutiles [del disco compacto] con sus enjambres de notas de teclado, platillos relucientes y bajos profundos y sin esfuerzo”, él escribió. “Del mismo modo, los coros de «I.G.Y. (What a Beautiful World)» permanecen sedosos mientras ganan fuerza, y la armónica sintetizada de Fagen es limpia y penetrante, su contrapunto al optimismo estrellado de la letra es aún más burlón”. Jon Matsumoto en Los Angeles Times describió la canción como “inmediatamente seductora y de tono brillante”. S. Victor Aaron, crítico de Something Else!, calificó la canción como “una de esas raras canciones pop con notas perfectas”. Libby Cudmore de Albumism describió la canción como “relajante” y “narcótica”.

## Galardones
| Año  | Premio         | Categoría                                           | Resultado | Ref.  |
| ---- | -------------- | --------------------------------------------------- | --------- | ----- |
| 1982 | Premios Grammy | Canción del Año                                     | Nominado  | [ 9 ] |
| 1982 | Premios Grammy | Mejor Interpretación Vocal Pop Masculina            | Nominado  | [ 9 ] |
| 1982 | Premios Grammy | Mejor Arreglo Instrumental con Acompañamiento Vocal | Nominado  | [ 9 ] |

## Rendimiento comercial
«I.G.Y. (What a Beautiful World)» debutó en la lista Adult Contemporary de Billboard en el número 37 durante la semana que finalizó el 23 de octubre de 1982, alcanzando el puesto número 8 el 11 de diciembre. Debutó en la lista Hot 100 de todos los géneros de la revista el 9 de octubre en el número 56; subió al número 26, su punto máximo, el 27 de noviembre. También se ubicó en la lista Black Singles de Billboard, alcanzando el puesto 54.

## Legado
Además de su uso en pruebas de estudio de grabación, Clive Young de Pro Sound News llamó a «I.G.Y. (What a Beautiful World)» de Fagen el «Free Bird» del audio profesional, afirmando que casi todos los ingenieros de sonido en vivo usan la canción para probar la respuesta de sonido del sistema de sala.

## Créditos y personal
Créditos adaptados desde las notas de álbum de The Nightfly.
Músicos
- Donald Fagen – voz principal y coros, sintetizadores y armónica blues sintetizada
- Greg Phillinganes – piano eléctrico
- Hugh McCracken – guitarra eléctrica
- Rob Mounsey – sintetizador
- Starz Vanderlocket – percusiónes
- Roger Nichols – percusiónes
- James Gadson – batería
- Jeff Porcaro – batería adicional
- Anthony Jackson – bajo
- Randy Brecker – trompeta
- Dave Tofani – saxofón alto
- Michael Brecker – saxofón tenor
- Ronnie Cuber – saxofón barítono
- Dave Bargeron – trombón
- Valerie Simpson, Zack Sanders, Frank Floyd, Gordon Grody – coros

Personal técnico
- Gary Katz – productor
- Roger Nichols – efectos especiales, ingeniero de audio y secuenciador
- Daniel Lazerus – ingeniero de audio y ingeniero de overdubs
- Elliot Scheiner – ingeniero de audio, mezclas y seguimiento
- Cheryl Smith – ingeniera asistente
- Robin Lane – ingeniera asistente
- Mike Morongell – ingeniero asistente y asistente de edición digital
- Wayne Yurgelun – ingeniero asistente y asistente de edición digital
- Bob Ludwig – masterización

## Posicionamiento
| Gráfica (1982–83)                                  | Pico de posición |
| -------------------------------------------------- | ---------------- |
| Australia (Kent Music Report)                      | 53               |
| Canadá (RPM 50 Singles)                            | 36               |
| Canadá (RPM Contemporary Adult)                    | 2                |
| Estados Unidos (Billboard Hot 100)                 | 26               |
| Estados Unidos (Billboard Adult Contemporary)      | 8                |
| Estados Unidos (Billboard Hot R&B/Hip-Hop Songs)   | 54               |
| Estados Unidos (Billboard Mainstream Rock Airplay) | 17               |
| Estados Unidos (Cashbox Top 100 Singles)           | 19               |
| Países Bajos (Single Top 100)                      | 46               |